# Sanitetna podčastniška šola Jugoslovanske ljudske armade
Sanitetna podčastniška šola je bila ena izmed vojaško-sanitetnih šol Jugoslovanske ljudske armade.
V šolo so lahko vstopili civilni kandidati s končanimi 4, pozneje 8 razredi osnovne šole. Sprva je šolanje trajalo 2, nato 3 in nazadnje 4 leta. Po končanem šolanju so kandidati dobili čin sanitetnega podčastnika in status bolničarja.